# Wroughtonia sigalphoides
Wroughtonia sigalphoides är en stekelart som beskrevs av Sergey A. Belokobylskij 1989. Wroughtonia sigalphoides ingår i släktet Wroughtonia och familjen bracksteklar. Inga underarter finns listade i Catalogue of Life.